# Barriopsis
Barriopsis är ett släkte av svampar. Barriopsis ingår i familjen Dothidotthiaceae, ordningen Pleosporales, klassen Dothideomycetes, divisionen sporsäcksvampar och riket svampar.
|            | Dothidotthia                                                             |
|            |                                                                          |
| Barriopsis | \| \| Barriopsis fusca \| \| \| \| \| \| Barriopsis iraniana \| \| \| \| |
|            | \| \| Barriopsis fusca \| \| \| \| \| \| Barriopsis iraniana \| \| \| \| |
|            | Spencermartinsia                                                         |
|            |                                                                          |
|            | Barriopsis fusca                                                         |
|            |                                                                          |
|            | Barriopsis iraniana                                                      |
|            |                                                                          |

|  | Barriopsis fusca    |
|  |                     |
|  | Barriopsis iraniana |
|  |                     |